# Kings County, Nova Scotia
Kings County är ett county i Kanada.   Det ligger i provinsen Nova Scotia, i den sydöstra delen av landet, 900 km öster om huvudstaden Ottawa.
Kings County delas in i:
- Kentville

Följande samhällen finns i Kings County:
- Kentville
- New Minas

Omgivningarna runt Kings County är en mosaik av jordbruksmark och naturlig växtlighet. Runt Kings County är det glesbefolkat, med 18 invånare per kvadratkilometer.